# Loxosomella diopatricola
Loxosomella diopatricola är en bägardjursart som beskrevs av Williams 2000. Loxosomella diopatricola ingår i släktet Loxosomella och familjen Loxosomatidae. Inga underarter finns listade i Catalogue of Life.